# كي كويزومي
كي كويزومي (باليابانية: 小泉 慶) (19 أبريل 1995 في طوكيو في اليابان – )؛ هو لاعب كرة قدم ياباني سابق كان يلعب كلاعب وسط.

## وصلات خارجية
- كي كويزومي على موقع رابطة كرة القدم اليابانية للمحترفين (اليابانية)
- كي كويزومي على موقع إي إس بي إن إف سي (الإنجليزية)
- كي كويزومي على موقع قاعدة بيانات كرة القدم.إي يو (الإنجليزية)
- كي كويزومي على موقع Soccerbase.com (لاعب) (الإنجليزية)
- كي كويزومي على موقع Soccerway.com (الإنجليزية)
- كي كويزومي على موقع عالم كرة القدم.نت (الإنجليزية)
- كي كويزومي على موقع كووورة